# Selim al-Sajegh (polityk)
Selim al-Sajegh, Salim Sayegh, Sélim El Sayegh – libański politolog, prawnik, wykładowca akademicki i polityk, były wiceprezes Kataeb, katolik-maronita. W latach 2009–2011 kierował ministerstwem spraw socjalnych w rządzie Sada al-Haririego.